# Heriaesynaema
Heriaesynaema is een monotypisch geslacht van spinnen uit de  familie van de Thomisidae (krabspinnen).

## Soort
- Heriaesynaema flavipes Caporiacco, 1939